# Abdollah Movahed
Abdullah Movahed Ardabili (persiska: عبدالله موحد اردبیلی), född 10 mars 1940 i Babolsar i Mazandaran i Iran är en iransk före detta brottare. Han vann en guldmedalj i lättviktsklassen i fristil vid olympiska sommarspelen 1968. Han vann också fem guldmedaljer vid världsmästerskapen 1965, 1966, 1967, 1969 och 1970 samt två guldmedaljer vid Asiatiska spelen 1966 och 1970.